# 2023 у Тернополі
| Роки в Тернополі: ← · 2000 · 2001 · 2002 · 2003 · 2004 · 2005 · 2006 · 2007 · 2008 · 2009 · 2010 · 2011 · 2012 · 2013 · 2014 · 2015 · 2016 · 2017 · 2018 · 2019 · 2020 · 2021 · 2022 · 2023 · 2024 Див. також: XIX століття · XX століття |

## Річниці

### Річниці заснування, утворення
- 30 років від часу заснування наукового журналу «Мандрівець» як журналу гуманітарних студій (1993).

### Річниці від дня народження
- 20 лютого — 135 років від дня народження українського композитора, піаніста, музикознавця, педагога, громадсько-культурного діяча Василя Барвінського (1888—1963).
- 5 квітня — 115 років від дня народження українського діяча національно-визвольного руху Олександра Пашкевича (1908—1941).
- 7 червня — 135 років від дня народження українського краєзнавця, педагога, літераторки Стефанії Садовської (1888—1968).
- 5 липня — 105 років від дня народження польського історика, публіциста Чеслава Бліхарського (1918—2015).
- 26 липня — 80 років від дня народження українського педагога, композитора Зіновії Присухіної (1943—2017).
- 24 серпня — 75 років від дня народження української журналістки Людмили Овсянної (1948—2003)
- 13 вересня — 135 років від дня народження української актриси, співачки (сопрано) Софії Стадникової (1888—1959).
- 18 листопада — 75 років від дня народження української актриси Люсі Давидко (нар. 1948).
- 19 грудня — 65 років від дня народження української співачки (лірико-колоратурне сопрано) Ольги Камінської (нар. 1958).